# Margareta od Danske, kraljica Škotske
Margareta od Danske, kraljica Škotske (23. jun 1456 – 14. jul 1486) je bila kraljica Škotske i supruga kralja Džejmsa III od Škotske. Njen otac je bio Kristijan I Danski, kralj Danske.

## Biografija
Margareta je rođena u Danskoj od roditelja kralja Kristijana I i kraljice Doroteje od Danske, Norveške i Švedske. O Margaretinom vaspitanju se ne zna mnogo. Kad je imala četiri godine, razgovaralo se o njenom braku sa škotskim princom Džejmsom. Godine 1468. Margaret je verena sa Džejmsom iz Škotske kao sredstvo za zaustavljanje zavade u vezi sa dugom koji je Škotska dugovala Danskoj zbog oporezivanja Hebrida i ostrva Man. Brak je ugovoren po preporuci francuskog kralja Šarla VII. U julu 1469. u dobi od 13 godina udala se za Džejmsa III u Holirud opatiji. Nakon njihovog venčanja oprošten je sav škotski dug.
Kraljica Margareta imala je najveći miraz dozvoljen škotskim zakonom u svom bračnom ugovoru. Zanimala ju je odeća i nakit, a poznata je po tome što je uvek bila odevena po poslednjoj modi tog vremena. Nakon rođenja sina Džejmsa, 1473. godine otišla je na hodočašće u Vitorn. Postala je popularna kraljica u Škotskoj i opisana je kao lepa, nežna i razumna. Mnogo godina kasnije istoričari su je nazvali daleko kvalifikovanijom za vladavinu od supružnika.
Veza između Margaret i Džejmsa III nije opisana kao srećna. Navodno joj suprug nije bio baš drag i imala je s njim odnos samo radi produženja dinastije, iako je poštovala njegov položaj monarha. Jedan od razloga za njihovo otuđenje bila je činjenica da je Džejms favorizirao njihovog drugog sina u odnosu na njihovog najstarijeg. Džejms je 1476. godine odlučio da želi grofstvo Rosa za svog drugog sina i optužio Džona Makdonalda, grofa, za izdaju. Makdonaldu je tada suđeno pred Parlamentom, ali na Margaretin zahtev dozvoljeno mu je da ostane kao član Parlamenta.  Tokom krize 1482. godine, kada je Džejms III lišen moći nekoliko meseci od svog brata, govorilo se da je Margareta pokazala veće interesovanje za dobrobit svoje dece od supružnika, što je dovelo do trajnog otuđenja. Politički, radila je na vraćanju svog supružnika u njegove moći kao monarh tokom ovog incidenta. Posle krize 1482. godine, par je živeo odvojeno: Džejms III je živeo u Edinburgu, dok je kraljica Margareta više volela da živi u Stirlingu sa svojom decom.

## Smrt
Margareta je umrla u zamku Stirling 14. jula 1486. nakon što se razbolela, i sahranjena je u opatiji Kambuskenet. Njen suprug, Džejms III, pokopan je s njom nakon njegove smrti 1488. godine. Opatija je uglavnom srušena, osim zvonika koji i danas stoji. Grob je zatvoren i restauriran 1865. godine o trošku Margaretinog potomka, kraljice Viktorije.
Priča koju je ispričao njen sin tvrdi da je Margaretu ubio otrov koji joj je dao Džon Remzi, Prvi Lord Lordvel, vođa jedne od političkih frakcija. Međutim, kako je kraljevska porodica favorizovala Remzijeve i nakon kraljičine smrti, to se smatra sumnjivim i možda je predstavljalo klevetu, iako je bilo nekih saznanja o otrovima.
Navodno je Džejms III oplakivao njenu smrt i poslao molbu papi gde je tražio da je proglase sveticom.